# زفيطي
الزفيطي، المعروف أيضًا بإسم المهراس، هو طبق شعبي جزائري تشتهر به منطقة أولاد نايل وبوسعادة في ولايتي المسيلة والجلفة.

## الوصف
يعد الزفيطي من أكثر الأكلات الشعبية في منطقة أولاد نايل وبوسعادة، إلى جانب الشخشوخة. يطلق عليه اسم المهراس نظرًا لطريقة تحضيره التقليدية باستخدام الهاون الخشبي. يعتبر هذا الطبق جزءًا من التراث الغذائي لسكان الحضنة، حيث تتوارثه الأجيال وتتعلمه الفتيات منذ الصغر لإعداده بإتقان في المناسبات والأعياد.

## المكونات
يتكون طبق الزفيطي من العناصر التالية:
- خبز الرقساس المعجون بطحين القمح دون تخمير.
- نصف رطل من الفلفل الحار (أخضر أو أحمر).
- رطل طماطم (طازجة أو مجففة).
- 5 فصوص ثوم.
- نصف باقة كزبرة خضراء.
- ملح الطعام.
- ماء ساخن.
- في بعض المناطق مثل بوسعادة وضواحيها، يتم إضافة الزيتون الأخضر.[1]

## طريقة التحضير

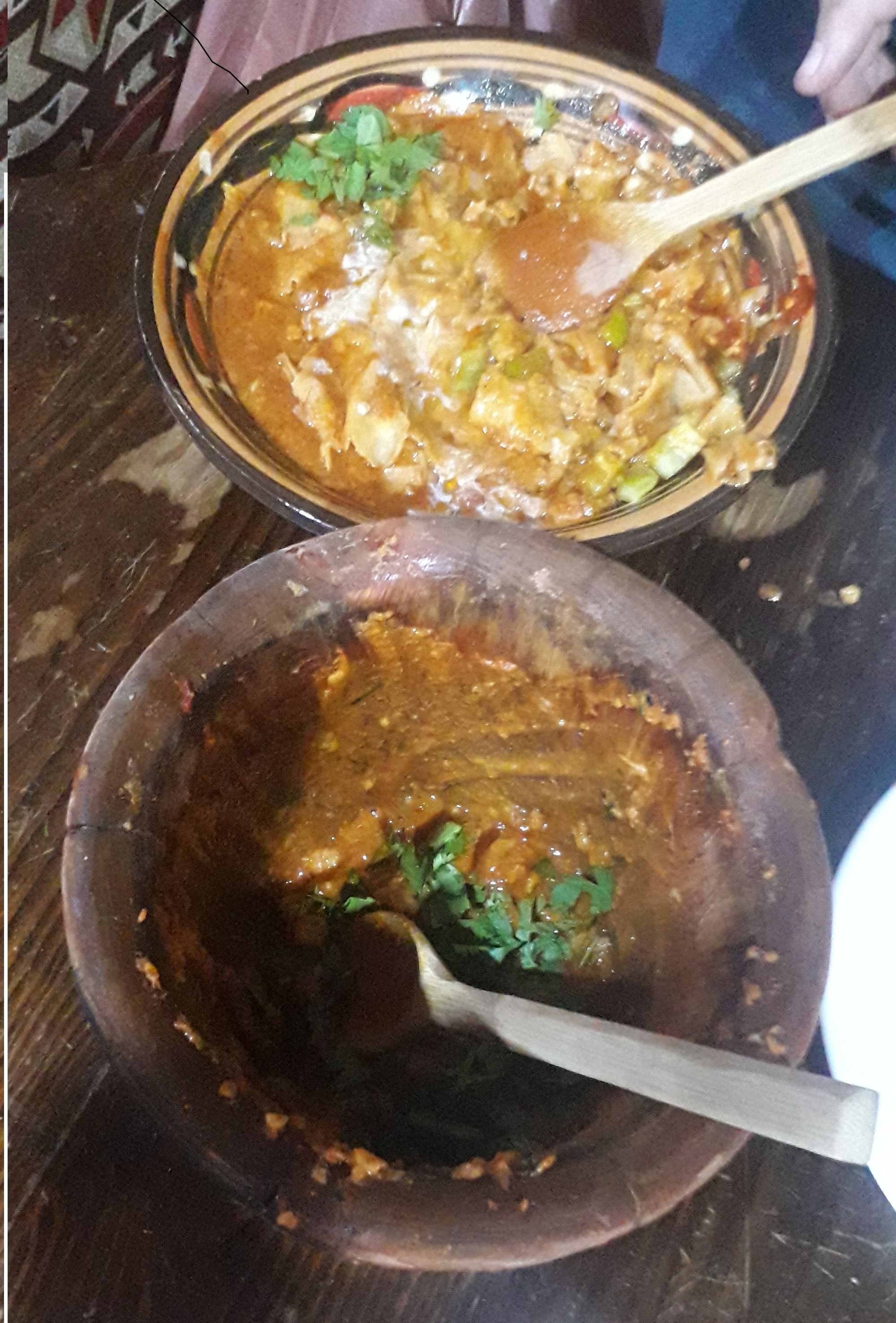
زفيطي وشخشوخة في مطعم الخيمة بسطيف

1. يتم تحضير كسرة الرقساس على طاجين الطين، وبعد نضجها تفتت وتوضع في المهراس.
2. يشوى الفلفل، الطماطم، والثوم على الطاجين، ثم يتم نزع قشورها.
3. توضع المكونات المشوية في هاون خشبي وتهرس مع الملح.
4. تضاف الكزبرة المفرومة إلى الخليط، ثم تضاف الكسرة الساخنة المخبوزة بدون خميرة أو زيت.
5. يهرس الجميع حتى يتم الحصول على مزيج متجانس ليس صلبًا ولا سائلًا.
6. يتم تقديم الطبق ساخنًا فور تحضيره.

## الأدوات المستخدمة
- المهراس: هاون خشبي أسطواني الشكل، مصنوع من خشب الكروش القاسي.
- الرزامة: مدقة خشبية تستخدم لدق المكونات، وتصنع من نفس مادة المهراس.

## انتشار الطبق
أصبح الزفيطي من الأطباق الجزائرية المشهورة على المستوى الوطني، حيث تتوفر في العديد من المطاعم المتخصصة في أنحاء الجزائر، وتحظى بإقبال واسع من قبل السكان والسياح.